# Koncert (film 1982)
Koncert – film dokumentalny i muzyczny Michała Tarkowskiego, rejestracja występów zespołów i zachowania publiczności podczas imprezy Rockowisko'81 w Łodzi. Forma podobna do teledysku. Na scenie pojawiły się wówczas m.in. Easy Rider, Perfect, Krzak, TSA, Kasa Chorych, Republika, Maanam, Brygada Kryzys, Deuter i Ogród Wyobraźni. Niektóre sekwencje były inscenizowane.
Film jest jednym z niewielu nagrań polskiego rocka lat 80.